# 西南叶下珠
西南叶下珠（学名：Phyllanthus tsarongensis）为大戟科叶下珠属下的一个种。

## 扩展阅读
- 維基物種上的相關：西南叶下珠